# Euploea faesula
Euploea faesula är en fjärilsart som beskrevs av Hans Fruhstorfer 1910. Euploea faesula ingår i släktet Euploea och familjen praktfjärilar. Inga underarter finns listade i Catalogue of Life.